# Хедли, Джон Катберт
Джон Катберт Хедли (англ. John Cuthbert Hedley OSB , 15.04.1837 г., Морпет, Великобритания — 11.11.1915 г. Великобритания) — католический прелат, епископ Ньюпорта и Меневии, член монашеского ордена бенедиктинцев, католический писатель.

## Биография
Джон Катберт Хедли родился 15 апреля 1837 года в городе Морпет, Великобритания. 10 ноября 1855 года Джон Катберт Хедли вступил в бенедиктинский орден. 9 октября 1862 года был рукоположён в священника.
22 июля 1873 года Римский папа Пий IX назначил Джона Катберта Хедли титулярным епископом Цезарополя и вспомогательным епископом Ньюпорта и Меневии (сегодня — Архиепархия Кардиффа). 29 сентября 1873 года Джон Катберт Хедли был рукоположён в епископа.
18 февраля 1881 года Джон Катберт Хедли был назначен ординарием епархии Ньюпорта и Меневии. В 1895 году епархия Ньюпорта и Меневии была переименована в епархию Ньюпорта и Джон Катберт Хедли стал ординарием епархии Ньюпорта.
Умер 11 ноября 1915 года.

## Творчество
До своего назначения епископом Ньюпорта и Меневии Джон Катберт Хедли работал редактором католической газеты "Dublin Review". Джон Катберт Хедли опубликовал также несколько книг на христианскую тему:
- The Christian Inheritance: Set Forth in Sermons
- Lex Levitarum: Or, Preparation for the cure of souls
- Lex Levitarum with the Regula Pastoralis
- The Light of Life: Set Forth in Sermons
- Our Divine Saviour and other Discourses
- A Retreat 33 Discourses with meditation for the Use of the Clergy, Religious, and Others